# Lycoriella aliena
Lycoriella aliena är en tvåvingeart som först beskrevs av Johannes Winnertz 1867.  Lycoriella aliena ingår i släktet Lycoriella och familjen sorgmyggor.
Artens utbredningsområde är Österrike. Inga underarter finns listade i Catalogue of Life.